# Orford (New Hampshire)
Orford è un comune degli Stati Uniti d'America facente parte della contea di Grafton nello stato del New Hampshire.